# Мор, Георг (математик)
Георг Мор (1 апреля 1640 — 26 января 1697) — датский математик, первым доказавший теорему, известную как теорему Мора — Маскерони о построениях циркулем.

## Биография
Родился в 1640 году в Копенгагене в семье ремесленника. Получил начальное образование дома. В 1662 году прибыл в Голландию, где изучал математику под руководством Гюйгенса, позже учился во Франции и Англии. Он участвовал в качестве солдата во франко-немецких войнах, проходивших около 1672 года. Прожив значительное время в Голландии, Мор вернулся в Данию около 1681 года, но через шесть лет вернулся в обратно в Голландию, не приняв поста инспектора кораблестроения от короля Христиана V. В том же году женился. Имел одного сына, родившегося, предположительно, в 1692 году. Умер неподалёку от Гёрлица в Германии в 1697 году.

## Научная деятельность
Дошедший до наших дней труд Мора «Датский Эвклид» (лат. Euclides Danicus) был впервые опубликован в 1672 году. Он был надолго забыт научным сообществом до тех пор, пока в 1928 году не попал в руки датскому математику Йоханнесу Ельмслеву. В этой книге обнаружилось доказательство теоремы, до этого известной в Европе по труду Лоренцо Маскерони «Geometria del Compasso», опубликованному в 1797 году и посвящённому задаче Наполеона. Эта теорема, известная сегодня как теорема Мора — Маскерони заключается в том, что возможно построить точки, находящиеся на одной прямой, пользуясь только циркулем.